# Anna Aleksandrovna Islen'eva
Contessa Anna Aleksandrovna Islen'eva, in russo Анна Александровна Исленьева? (28 maggio 1740 – Roma, 7 agosto 1794), è stata una nobildonna russa.

## Biografia
Era la figlia di Aleksandr Vasil'evič Islen'ev (?-1740), e di sua moglie, Marija Artëmevna Zagrjažskaja (1722-1787), figlia del capo generale Artëm Grigor'evič Zagrjažskij. Alla morte di suo padre, sua madre si risposò con il barone Aleksandr Grigor'evič Stroganov alla cui morte divenne una delle donne più ricche della Russia.

## Matrimonio
Nel 1757 sposò Ivan Grigor'evič Černyšëv (1726-1797), divenendone la seconda moglie. Ebbero tre figli:
- Grigorij Ivanovič (1762-1831);
- Ekaterina Ivanovna (1766-1826);
- Anna Ivanovna (1776-1817), sposò Aleksandr Alekseevič Pleščeev.

Dopo la nomina del marito come ambasciatore in Inghilterra, Anna lo accompagnò a Londra e, nel 1766, al Congresso di Augusta.
Era una delle dame più alla moda dell'alta società di San Pietroburgo durante il regno di Caterina II. Era molto amichevole con la granduchessa Natal'ja Alekseevna Romanova. L'imperatrice stessa era un ospite frequente nella sua residenza.

## Morte
Morì il 7 agosto 1794 a Roma e fu sepolta nel Monastero di Aleksandr Nevskij. Nonostante l'alta posizione di suo marito, la contessa non fu una dama di corte o non fu una dama dell'Ordine di Caterina, sebbene entrambe le sue figlie diventassero damigelle d'onore.